# Brazeau (Wisconsin)
Brazeau es un pueblo ubicado en el condado de Oconto en el estado estadounidense de Wisconsin. En el Censo de 2010 tenía una población de 1.284 habitantes y una densidad poblacional de 6,93 personas por km².

## Geografía
Brazeau se encuentra ubicado en las coordenadas 45°6′59″N 88°12′33″O / 45.11639, -88.20917. Según la Oficina del Censo de los Estados Unidos, Brazeau tiene una superficie total de 185.32 km², de la cual 177.56 km² corresponden a tierra firme y (4.19%) 7.76 km² es agua.

## Demografía
Según el censo de 2010, había 1.284 personas residiendo en Brazeau. La densidad de población era de 6,93 hab./km². De los 1.284 habitantes, Brazeau estaba compuesto por el 97.82% blancos, el 0% eran afroamericanos, el 0.16% eran amerindios, el 1.4% eran asiáticos, el 0% eran isleños del Pacífico, el 0.08% eran de otras razas y el 0.55% pertenecían a dos o más razas. Del total de la población el 0.23% eran hispanos o latinos de cualquier raza.